# Marine Sulphur Queen
De  SS Marine Sulphur Queen was een schip dat bekend is geworden door haar verdwijning op 4 februari 1963 nabij de zuidelijke kust van Florida, waarbij 39 bemanningsleden om het leven kwamen.
In haar onderzoek concludeerde de Amerikaanse kustwacht dat het schip onveilig en niet zeewaardig was en dat het nooit had mogen varen, hoewel het schip prima door de veiligheidstest raakte. Het eindverslag vermeldt vier oorzaken van de ramp, die alle samenhangen met een slecht ontwerp en gebrekkig onderhoud aan het schip. Sommige onderzoekers dachten eerst dat de ondergang van het schip te maken had met dat de zwavel die het schip vervoerde ontploft was, maar er werden nergens zwavel-of brandsporen teruggevonden.
De enige stukken die ooit van de SS Marine Sulphur Queen zijn teruggevonden, zijn een misthoorn, wat verscheurde reddingsvesten en een naambord.
Door de ramp kreeg de Bermudadriehoek een jaar na de ramp, in 1964 zijn naam.
Ondanks de duidelijke oorzaken van de ramp, wordt de verdwijning vaak in verband gebracht met de vermeende mysteries rond de Bermudadriehoek.